# 의성 대곡사 삼화상·조사 진영
의성 대곡사 삼화상·조사 진영(義城 大谷寺 三和尙·祖師 眞影)은 대한민국 경상북도 의성군 다인면 봉정리, 대곡사에 있는 조선시대의 불화이다. 2010년 11월 11일 경상북도의 유형문화재 제427호로 지정되었다.

## 지정 사유
문화재로 지정 신청된 불화는 「삼화상 진영」과 「청허당 휴정 진영」, 「사명당 유정 진영」, 「포허당 담수 진영」 등 의성 대곡사에 소장되어 있는 4폭의 眞影이다.
이 가운데 「삼화상 진영」, 「청허당 휴정 진영」, 「사명당 유정 진영」등은 1782년에 같은 畵員에 의해 동 시기에 제작되었으며 특징적인 도상의 畵風이 비슷한 뛰어난 작품으로 평가된다. 특히, 나옹.무학.지공의 삼화상은 한 폭에 그린 도상으로는 현존 진영 증 가장 이른 예에 속한다. 1793년에 제작된 「포허당 담수 진영」 역시 당시 유명한 畵僧이었던 信謙에 의해 조성된 것으로 사실적인 얼굴묘사 등 완성도가 높은 작품이다. 따라서 이들 4폭의 진영을 一括하여 有形文化財로 지정한다.

## 참고 자료
- 의성 대곡사 삼화상·조사진영 - 국가유산청 국가유산포털